# Socialisme, calcul économique et fonction entrepreneuriale
 (mars 2016).
Socialisme, calcul économique et fonction entrepreneuriale (en espagnol Socialismo, cálculo económico y función empresarial) est un livre de théorie économique et d'histoire de la pensée économique publié par Jesús Huerta de Soto en 1992. Son propos est d'expliquer pourquoi le socialisme est une erreur intellectuelle qui avait été dénoncée sur le plan théorique par divers intellectuels de l'école autrichienne - en usant le paradigme de subjectiviste économique - des décennies avant la chute le Bloc socialiste en Europe de l'Est, et de soutenir que la même théorie peut s'appliquer à l'État-providence actuel. Il a été publié en français en 2013 aux éditions L'Harmattan.

## Arguments de l’œuvre

### Action humaine et fonction des entreprises

#### Le processus de création et de transmission de l'information
Fig. 1
Prenez le cas de deux personnes, “A” et “B”. Chacune d'elles possède une connaissance propre et privée, c'est-à-dire, que l'autre ne possède pas; “il existe” une connaissance qui se trouve dispersée entre “A” et “B”, dans le sens de que “A” a une partie et “B” l'autre. Supposons que l'information que “A” possède est qu'il veut parvenir à une chose “X” (représenté par un globe sur sa tête contenant “X”). Le cas de “B” est similaire, seulement que le but est différent, dans ce cas “Y” (représenté par un globe sur sa tête contenant “Y”).
Pour atteindre son but, “A” a besoin de “R” que n'est pas à sa disposition et "A" ne sait ni où ni comment l'obtenir. Simultanément, “B”, qui se trouve ailleurs, prétend aboutir à son objectif très différent (l'objectif “Y”) sur lequel il consacre tout son effort. Il a à sa disposition une grande quantité d'une ressource “R” qu'il ne considère pas utile ou pour atteindre son objectif.
Fig. 2
Une troisième personne, “C”, découvre le manque de coordination entrez “A” et “B” et perçoit une occasion de gain (représentée par l'ampoule qui s'allume sur sa tête). Cette personne “C” se met en contact avec “B” et s'offre lui acheter cette ressource “R” que n'utilise pas pour 2 unités monétaires. Une fois réalisé l'échange, “C” il se met en contact avec “A” et il lui offre lui vendre la ressource qu'il précise pour obtenir son but “X” pour 3 unités monétaires.
À la suite de l'action de “C”, c'est-à-dire, de la fonction entrepreneuriale, ils se produisent trois effets transcendants : d'abord, il se crée une nouvelle information qu'auparavant n'existait pas; deuxième, cette information a été transmise tout au long du marché; et troisième, les agents économiques concernés ont appris à agir l'une en fonction de l'autre.